# コンチェルタート
コンチェルタート（イタリア語: concertato）、コンチェルタート様式ないしはスティーレ・コンチェルタート（イタリア語: stile concertato）は、通奏低音の上で、器楽グループまたは声楽グループが一つの旋律を共有して、たいてい交互に奏でる（歌う）ような演奏様式または曲種のこと。イタリア語のコンチェルト（協演）の派生語であり、本来は「コンチェルト風に」「協演する方式で」ほどの意味であった。コンチェルタートという用語は、ほとんど決まって形容詞的に使われる。
いくぶん単純化しすぎではあるが「コンチェルタート｣と「コンチェルト」を分かりやすく区別すると、コンチェルタート様式は、声楽グループと器楽グループの対比が含まれるのに対して、コンチェルト様式は、とりわけ盛期バロック音楽で展開された合奏協奏曲の場合に見られるように、大集団（リピエーノ）と小集団（コンチェルティーノ）の対比が含まれている。
コンチェルタート様式は、16世紀後半のヴェネツィアにおいて、聖マルコ大聖堂の特異な音響空間（バシリカ）で活動したアンドレーア・ガブリエーリらガブリエーリ一族の作品を通じて発展をみた。この聖堂内では、別々の聖歌隊ないしは合奏団が、筋向いに相対することになる。一般的に一方から他方への響きのディレイ効果のために、また音響的に言うと「ライヴ」空間のために、完全なユニゾンは困難だったので、作曲家はいわばステレオの原理で聖歌隊が互いに歌い交わすように作曲することにより、すばらしい効果のある音楽ができることに気づいたのである。このようにして交唱様式を用いた聖マルコ大聖堂の合唱様式は、「コーリ・スペッツァーティ」様式と呼ばれた（「ヴェネツィア楽派」も参考のこと）。
コーリ・スペッツァーティの楽曲は、本来ア・カペラの合唱曲として作曲されたが、楽器を加えた演奏が行われるようになり、さらにジョヴァンニ・ガブリエーリによって、この原理を用いて器楽曲を作曲したり、あるいは声楽と器楽からなるアンサンブルのために作曲する習慣が確立され、単純な交唱ではなく、対比や競合の原理をそなえた「コンチェルタート様式」へと段階的に発展した。さらに、通奏低音とモノディが導入されると、それまでの器楽と声楽の対比や、音色の異なる楽器同士の対比に加えて、独唱・重唱・合唱も対比や競合の選択の可能性を広げた。
ヴェネツィアで作曲された楽曲は、すぐさまその他各地で演奏されたため、新たな「コンチェルタート」様式は急速にヨーロッパ各地に（最初に北部イタリアで、次いでドイツと中部・南部のイタリアで、その後は徐々に残りのヨーロッパ大陸に）浸透した。
17世紀初頭において、声楽と通奏低音を伴うほとんどすべての楽曲が「コンチェルト」と呼ばれたが、この用法は、現代的な意味（独奏楽器ないしは独奏楽器群と管弦楽のためのソナタ）とはかなりかけ離れている。17世紀におけるコンチェルタート様式の宗教曲は、しばしばモテットから発展した。16世紀までにア・カペラ様式による声楽ポリフォニーとして曲付けされたような聖句を用いて、声楽と器楽のためにコンチェルト様式によって作曲されるようになった。これらの楽曲はもはやモテットとは呼べず、「コンチェルト」や「シンフォニア（シンフォニエ）」「詩篇集」など、さまざまな名で呼ばれた。
コンチェルタート様式は、きわめて劇的な音楽の作曲を可能にするため、初期バロック音楽の特徴ある新機軸のひとつとなった。
「コンチェルタート」という語が指すものには、オペラにおける独唱群や合唱による大規模なアンサンブルも含まれる。クライマックスを作り上げる部分であり、17世紀後半から用いられはじめ、18世紀後半には幕を締めくくるフィナーレにとって重要な要素となった。一方で、幕の中盤に現れることもある。ソリタ・フォルマと呼ばれる19世紀のイタリアオペラによく見られるパターンにも適用され、「ペッツォ・コンチェルタート」Pezzo Concertato や「ラルゴ・コンチェルタート」Largo Concertato との呼称がある。

## 主要な作曲家
- ジョヴァンニ・クローチェ（英語版）
- イニャツィオ・ドナーティ（英語版）
- アンドレーア・ガブリエーリ
- ジョヴァンニ・ガブリエーリ（サクレ・シンフォニエ Sacrae Symphoniae）
- アレッサンドロ・グランディ（英語版）
- ヨハン・カスパール・ケルル
- クラウディオ・モンテヴェルディ
- ヨハン・パッヘルベル
- ミヒャエル・プレトリウス
- ザムエル・シャイト
- ヨハン・シャイン
- ハインリヒ・シュッツ（シンフォニエ・サクレ Symphoniae Sacrae）
- ロドヴィコ・ヴィアダーナ